# Beziehungen zwischen der Deutschen Demokratischen Republik und Österreich

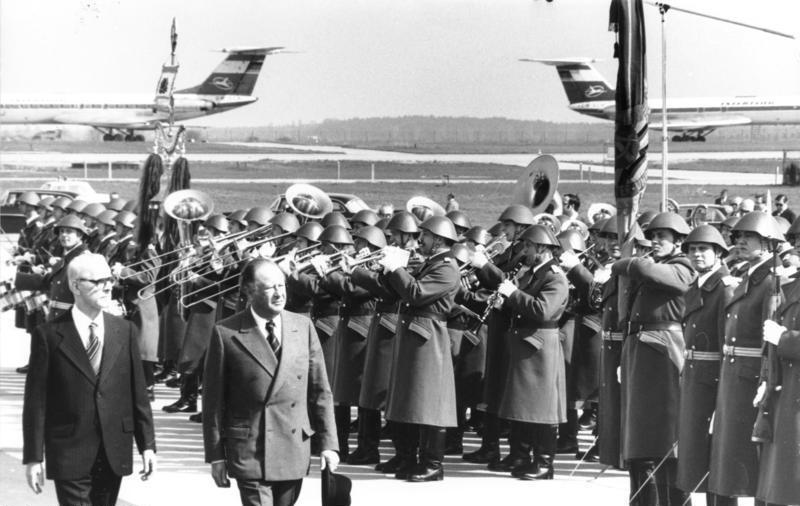
Bundeskanzler Bruno Kreisky wird von Ministerpräsident Willi Stoph 1978 auf dem Flughafen Schönefeld empfangen

Die Beziehungen zwischen der DDR und Österreich waren vielfältig in Kultur, Wirtschaft und Politik.

## Geschichte

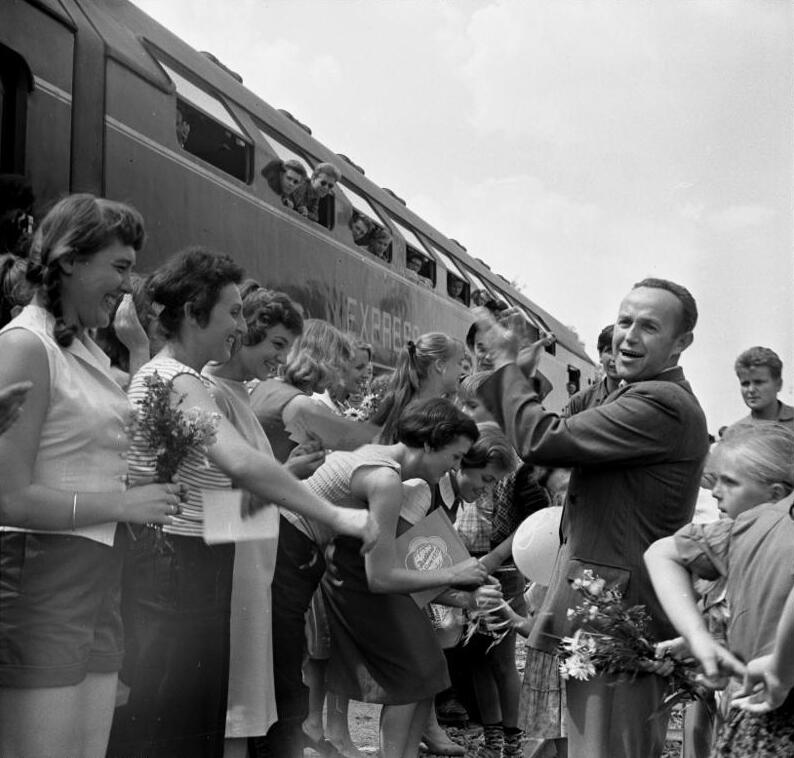
Eine DDR-Delegation zu den VII. Weltfestspielen in Wien wird am österreichischen Grenzbahnhof Gmünd begrüßt (1959)

Österreich und Deutschland waren seit 1945 in vier Besatzungszonen aufgeteilt, darunter auch jeweils eine sowjetische. Das Verhältnis der DDR zu Österreich war seit den 1950er Jahren unkomplizierter als zur Bundesrepublik und zu anderen westlichen Staaten. Dennoch konnte ihre diplomatische Anerkennung auf Druck der Bundesrepublik zunächst nicht erfolgen. Die DDR richtete aber bereits 1954 eine Außenstelle der Kammer für Außenhandel in Wien ein, die sie in den 1960er Jahren in eine Handelsvertretung umwandelte.
Am 21. Dezember 1972 nahm Österreich als zweites westliches Land (nach der Schweiz) diplomatische Beziehungen zur DDR auf. 1975 wurde ein Konsularabkommen abgeschlossen, in dem erstmals die Staatsbürgerschaft der DDR durch ein westliches Land anerkannt wurde. 1978 reiste Bundeskanzler Bruno Kreisky als erster westlicher Regierungschef in die DDR, 1980 besuchte der Staatsratsvorsitzende Erich Honecker Österreich als erstes westliches europäisches Land. 1983 kam Bundespräsident Rudolf Kirchschläger als erstes westliches Staatsoberhaupt in die DDR. Ihm folgten die Bundeskanzler Fred Sinowatz 1984 und Franz Vranitzky 1988 und Ende 1989. Bei diesem letzten Besuch äußerte sich Vranitzky sehr zurückhaltend zu den Veränderungen in der DDR. Noch im Sommer 1990 wurden bilaterale Kulturvereinbarungen getroffen, als das Ende der DDR schon absehbar war.
Beide Länder hatten ein Interesse an guten Beziehungen zueinander, auch in Abgrenzung zur Bundesrepublik. Der DDR galt Österreich auch ein bisschen als das „bessere Deutschland“.

## Kultur
Einige gebürtige Österreicher spielten beim kulturellen Aufbau in der DDR eine Rolle. So stammte die Melodie der Nationalhymne von Hanns Eisler, Helene Weigel baute das bekannte Berliner Ensemble mit Bertolt Brecht auf. Die Autorin Maxie Wander verfasste mit Guten Morgen, du Schöne eines der erfolgreichsten Bücher der DDR.
Der Schlagersänger Udo Jürgens trat 1965 als einer der ersten westlichen europäischen Unterhaltungsmusiker im DDR-Fernsehen auf und war danach häufiger mit Konzerten zu Gast. 
Bekannte Orchester der DDR wie das Leipziger Gewandhausorchester und die Dresdener Staatskapelle gastierten bereits in den 1960er Jahren in Wien.
In der DDR wurden über dreißig  österreichische Filme gezeigt. Dieses waren in den 1950er Jahren vor allem Musik- und Heimatfilme. Zu den beachtetsten späteren  Filmen gehörten Der Bockerer (1982) von Franz Antel und Mephisto mit Klaus Maria Brandauer.  

## Wirtschaft
Österreich war 1989 der zweitwichtigste westliche Handelspartner der DDR nach der Bundesrepublik. 1984 eröffnete der Staatskonzern VÖEST Alpine ein Konverterstahlwerk in Eisenhüttenstadt, 1988 wurde eine österreichische Pektinfabrik im brandenburgischen Werder eröffnet. Bei dem Besuch von Bundeskanzler Vranitzky 1988 wurde er von den Geschäftsführern der Firmen Porr, Andritz, Plasser & Theurer und weiterem begleitet.
Die DDR gründete in den 1950er Jahren das Unternehmen Novum GmbH in Wien, über das in den folgenden Jahrzehnten zahlreiche halb- und illegale Geschäfte im Westen abgewickelt wurden. Diese verfügte 1989 über ein Vermögen von etwa einer halben Milliarde DM. Ihr gehörte auch die Tageszeitung Volksstimme der Kommunistischen Partei Österreichs (KPÖ).

## Österreicher in der DDR
In der DDR lebten zahlreiche gebürtige Österreicher, die in der Habsburgermonarchie oder in der Ersten Republik aufgewachsen waren, und danach aus unterschiedlichsten Gründen hierher gekommen waren. Sie hatten ein Anrecht auf die österreichische Staatsbürgerschaft und einen Reisepass, ebenso deren Ehepartner und Kinder.
Dazu kamen in den 1950er Jahren etliche Emigranten, die wegen ihrer kommunistischen Einstellung keine passende Anstellung in Österreich  finden konnten, besonders nach dem sowjetischen Abzug 1955.
Das waren vor allem Künstler und Wissenschaftler, die meisten mit einer jüdischen Herkunft.
In den 1950er Jahren zählte die österreichische Betreuungsstelle Delegation etwa 15.000 Österreicher in der DDR, die sich vor allem wegen der Verlängerung ihres Reisepasses meldeten. Dazu kamen weitere nicht erfasste. 1988 waren etwa 12.000 Österreicher hier bekannt.
Die Österreicher waren gut integriert, sie fielen wegen der gemeinsamen Sprache  auch nicht als Ausländer besonders auf. Es gab keine besondere österreichische Community in der DDR.
Zu den bekanntesten gehörten
- André Asriel, Komponist
- Hanns Eisler, bedeutendster Komponist der DDR in den 1950er Jahren
- Mathilde Danegger, bekannte Schauspielerin
- Walter Felsenstein, Dirigent und Intendant der Komischen Oper
- Wolfgang Heinz, bekannter Schauspieler am Deutschen Theater
- Walter Hollitscher, Philosoph
- Georg Klaren, erster Chefdramaturg der Filmgesellschaft DEFA
- Georg Knepler, Musikwissenschaftler
- Otto Prokop, bekanntester Gerichtsmediziner der DDR
- Mitja Rapoport, Biochemiker
- Leo Stern, Historiker
- Otto Stark, Intendant des Kabaretts Diestel
- Otmar Suitner, Dirigent
- Fred Wander, Schriftsteller, (Der siebte Brunnen)
- Maxie Wander, Autorin (Guten Morgen, du Schöne)
- Helene Weigel, Theaterintendantin des Berliner Ensembles

sowie die Theaterschauspieler Trude Bechmann, Karl Paryla, Erika Pelikowsky, Hortense Raky, Lilly Schmuck, Emil Stöhr, Peter Sturm, Otto Tausig und weitere.
Einige kehrten später wieder nach Österreich zurück, wie Fred Wander.

## Weitere Kontakte
Es gab nur wenige Städtepartnerschaften zwischen beiden Ländern, so zwischen Linz und Leipzig. Diese bestanden aber vor allem aus Besuchen von österreichischen Delegationen in die DDR.
Es gab nur wenige DDR-Bürger, die in Österreich lebten, keiner von ihnen hat dort eine größere Bekanntheit erlangt.